# Dompierre-sur-Mont
Dompierre-sur-Mont is een gemeente in het Franse departement Jura (regio Bourgogne-Franche-Comté) en telt 179 inwoners (1999). De plaats maakt deel uit van het arrondissement Lons-le-Saunier. Dompierre-sur-Mont ligt, zoals de naam al zegt, tegen een berg aan van de Zwitserse Alpen.

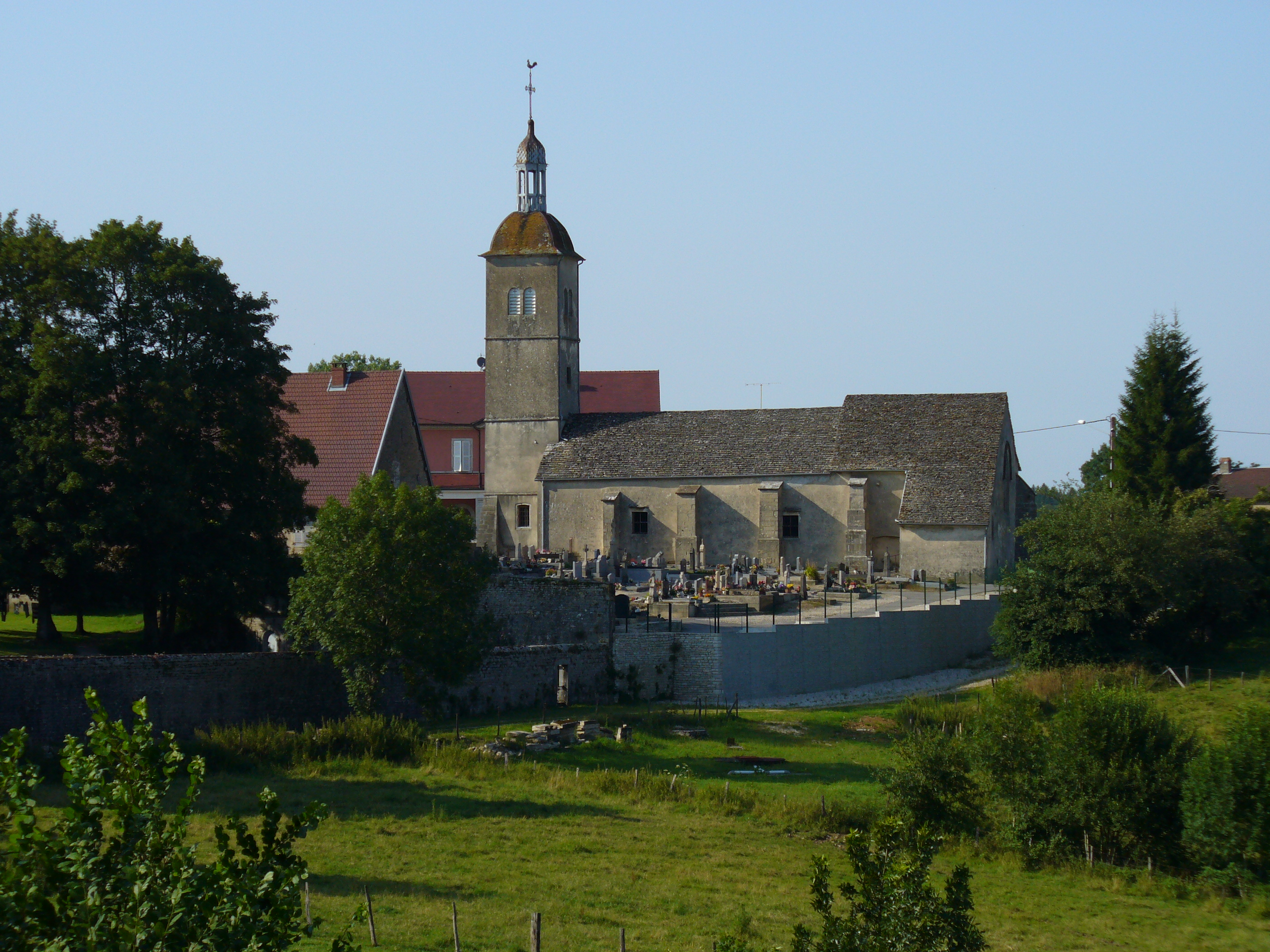
Église de Dompierre-sur-Mont

## Geografie
De oppervlakte van Dompierre-sur-Mont bedraagt 7,4 km², de bevolkingsdichtheid is 24,2 inwoners per km².

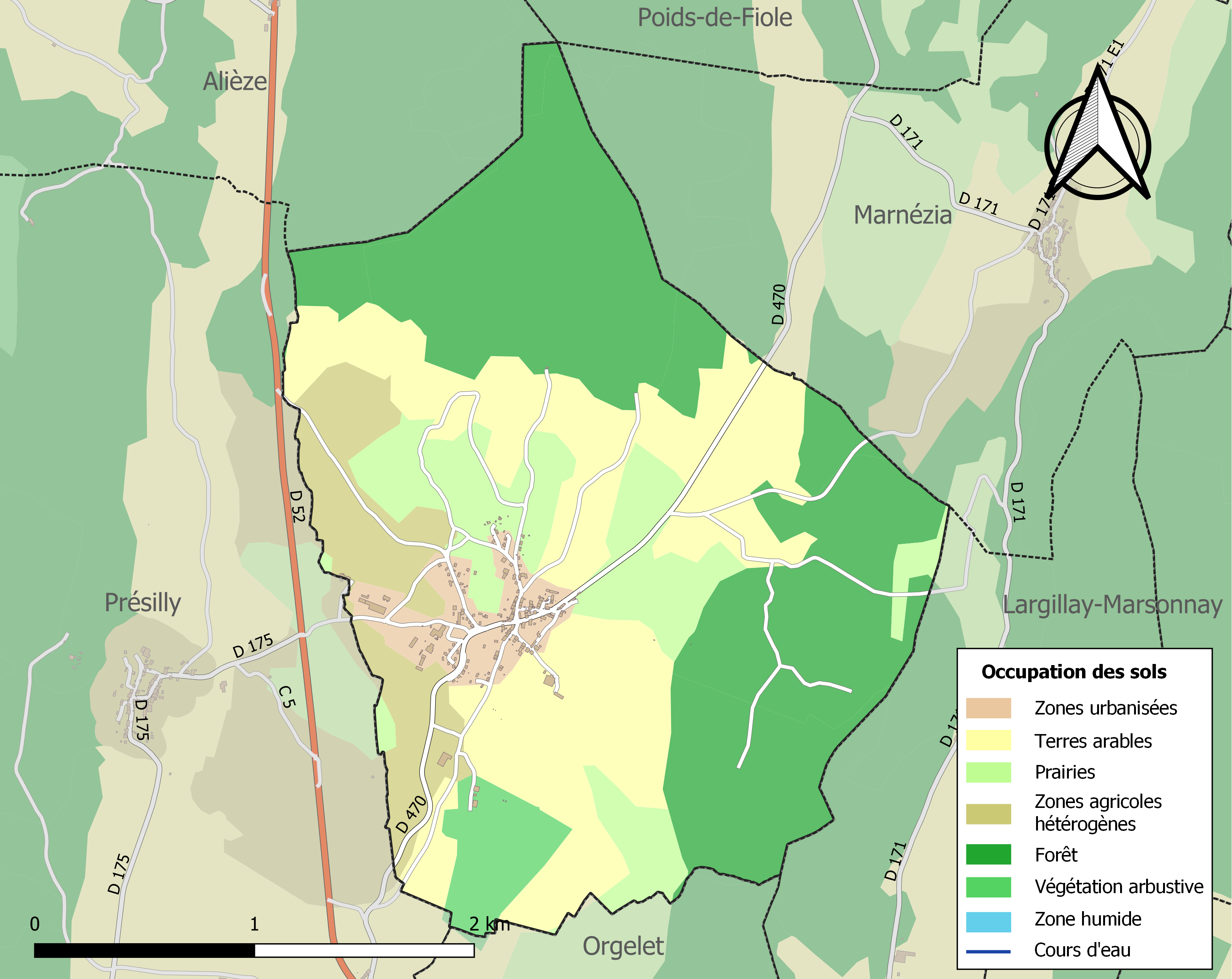
Kaart van de gemeente met de belangrijkste infrastructuur, bodemgebruik en omliggende gemeenten

## Demografie
Onderstaande figuur toont het verloop van het inwonertal (bron: INSEE-tellingen).